# Eisenbahn im Film
In diese Liste sind Artikel zu einzelnen Filmen eingeordnet, in denen die Eisenbahn oder der Eisenbahnbetrieb ein Thema oder Hauptmotiv darstellen.

## Filmgenre
- Phantom Ride

## Filme
| Filmtitel                                            | Originaltitel                             | Jahr | Genre                  | Regisseur                       | Inhalt mit Eisenbahnbezug |
| ---------------------------------------------------- | ----------------------------------------- | ---- | ---------------------- | ------------------------------- | --- |
| 16 Uhr 50 ab Paddington                              | Murder She Said                           | 1961 | Kriminalfilm           | George Pollock                  | |
| 3½ Stunden                                           | 3 ½ Stunden                               | 2021 | Historiendrama         | Ed Herzog                       | |
| Abenteuer im Nachtexpreß                             |                                           | 1925 | Kriminalfilm           | Harry Piel                      | |
| Alarmstufe: Rot 2                                    | Under Siege 2: Dark Territory             | 1995 | Actionfilm             | Geoff Murphy                    | |
| Alois Nebel                                          |                                           | 2011 | Graphic Novel          | Tomáš Luňák                     | |
| Amokfahrt zum Pazifik                                |                                           | 2001 | Thriller               | Hans Werner                     | |
| Ankunft eines Eisenbahnzuges                         |                                           | 1896 | Dokumentarfilm         | Max Skladanowsky                | |
| Die Ankunft eines Zuges auf dem Bahnhof in La Ciotat | L'Arrivée d'un train en gare de La Ciotat | 1896 | Stummfilm              | Auguste und Louis Lumière       | |
| Archie und Harry – Sie können’s nicht lassen         | Tough Guys                                | 1986 | Krimikomödie           | Jeff Kanew                      | Zwei haftentlassene Senioren versuchen sich ein letztes Mal an einem Eisenbahnraub                                                                          |
| Bahn unterm Hammer                                   |                                           | 2007 | Dokumentarfilm         | Herdolor Lorenz, Leslie Franke  | |
| Begegnung                                            | Brief Encounter                           | 1945 | Drama                  | David Lean                      | |
| Bullet Train                                         | Bullet Train                              | 2022 | Action                 | David Leitch                    | |
| Der blaue Express                                    | The Mystery of the Blue Train             | 2005 | Kriminalfilm           | Hettie Macdonald                | |
| Brennendes Indien                                    | North West Frontier                       | 1959 | Abenteuerfilm          | J. Lee Thompson                 | Eine Gruppe von Briten versucht mit einem eigentlich schon ausgemusterten Zug einer von "Aufständischen" belagerten Festung in Britisch-Indien zu entkommen |
| Die Brücke am Kwai                                   | The Bridge on the River Kwai              | 1957 | Antikriegsfilm         | David Lean                      | Kriegsgefangene bauen eine Bahnbrücke im burmesischen Dschungel.                                                                                            |
| Buster                                               | Buster                                    | 1988 | Tragikomödie           | David Green                     | |
| Colonel von Ryans Express                            | Von Ryan's Express                        | 1965 | Kriegsfilm             | Mark Robson                     | |
| The Commuter                                         | The Commuter                              | 2018 | Actionfilm             | Jaume Collet-Serra              | |
| Eine Dame verschwindet                               | The Lady Vanishes                         | 1938 | Kriminalfilm           | Alfred Hitchcock                | Umleitung eines Zugteils um Agenten zu überwältigen |
| Death Train                                          | Death Train                               | 1993 | Actionfilm             | David Jackson                   | |
| Derailed – Terror im Zug                             | Derailed                                  | 2002 | Actionfilm             | Bob Misiorowski                 | |
| Durchbruch Lok 234                                   |                                           | 1963 | Drama                  | Frank Wisbar                    | Grenzdurchbruch mit Personenzug |
| Das eiserne Pferd                                    | The Iron Horse                            | 1924 | Western                | John Ford                       | |
| Die Entführung der U-Bahn Pelham 123                 | The Taking of Pelham 123                  | 2009 | Thriller               | Tony Scott                      | |
| Die Faust der Rebellen                               | Boxcar Bertha                             | 1972 | Drama                  | Martin Scorsese                 | |
| Final Speed – Stoppt den Todeszug!                   | Final Run                                 | 1999 | Actionfilm             | Armand Mastroianni              | |
| Der Fremde im Zug                                    | Strangers on a Train                      | 1951 | Thriller               | Alfred Hitchcock                | |
| Die fünf Gefürchteten                                | Un esercito di 5 uomini                   | 1969 | Western                | Don Taylor                      | Überfall auf einen Eisenbahnzug |
| Der General                                          | The General                               | 1926 | Komödie                | Buster Keaton, Clyde Bruckman   | Im amerikanischen Bürgerkrieg wird eine Lokomotive entführt.                                                                                                |
| Die Gentlemen bitten zur Kasse                       |                                           | 1966 | Heist-Movie            | John Olden, Claus Peter Witt    | Überfall und Zugtrennung eines Postzuges mit sehr hohem Bargeldbestand.                                                                                     |
| Der große Eisenbahnraub                              | The Great Train Robbery                   | 1903 | Western                | Edwin S. Porter                 | Überfall auf einen Eisenbahnzug |
| Der große Eisenbahnraub                              | The First Great Train Robbery             | 1979 | Heist-Movie            | Michael Crichton                | Überfall auf einen Eisenbahnzug |
| Heinrich der Säger                                   |                                           | 2001 | Krimikomödie           | Klaus Gietinger                 | |
| Istanbul Expreß                                      | Istanbul Express                          | 1968 | Thriller               | Richard Irving                  | |
| Jim Knopf und Lukas der Lokomotivführer              | Jim Knopf und Lukas der Lokomotivführer   | 2018 | Fantasyfilm            | Dennis Ganser                   | |
| Jim Knopf und die Wilde 13                           | Jim Knopf und die Wilde 13                | 2020 | Fantasyfilm            | Dennis Ganser                   | |
| Kindertransport – In eine fremde Welt                | Into the Arms of Strangers                | 2000 | Dokumentarfilm         | Mark Jonathan Harris            | |
| Lasko – Im Auftrag des Vatikans                      |                                           | 2005 | Actionfilm             | Diethard Küster, Stefan Richter | |
| Lawinenexpress                                       | Avalanche Express                         | 1979 | Spionagefilm           | Mark Robson                     | |
| Der letzte Zug                                       |                                           | 2006 | Drama                  | Joseph Vilsmaier, Dana Vávrová  | |
| Der letzte Zug von Gun Hill                          | Last Train from Gun Hill                  | 1958 | Western                | John Sturges                    | |
| Liebe nach Fahrplan                                  | Ostře sledované vlaky                     | 1966 | Komödie                | Jiří Menzel                     | |
| Liebesgrüße aus Moskau                               | From Russia with Love                     | 1963 | Agentenfilm            | Terence Young                   | |
| Lockende Sterne                                      |                                           | 1952 | Drama                  | Hans Müller                     | Lokführer gerät an Varieté-Betreiberin |
| Ein Mann am Zug                                      |                                           | 1993 | Familienserie          |                                 | |
| Der Mann auf den Schienen                            | Człowiek na torze                         | 1957 | Drama                  | Andrzej Munk                    | |
| Mein Name ist Nobody                                 | Il mio nome è Nessuno                     | 1973 | Italowestern           | Tonino Valerii                  | |
| The Midnight Meat Train                              | The Midnight Meat Train                   | 2008 | Horrorfilm             | Ryūhei Kitamura                 | |
| Mit mir nicht, meine Herren                          | It Happened to Jane                       | 1959 | Komödie                | Richard Quine                   | |
| Moebius                                              | Moebius                                   | 1996 | Mystery/Sci-Fi         | Gustavo Mosquera R.             | |
| Money Train                                          | Money Train                               | 1995 | Actionfilm             | Joseph Ruben                    | |
| Monster im Nachtexpreß                               | Terror Train                              | 1980 | Horrorthriller         | Roger Spottiswoode              | |
| Mord im Orient-Expreß                                | Murder on the Orient Express              | 1974 | Kriminalfilm           | Sidney Lumet                    | Rachemord in der Enge eines Schlafwagenabteils durch eine Vielzahl von Tätern.                                                                              |
| Mord im Orient Express                               | Murder on the Orient Express              | 2017 | Kriminalfilm           | Kenneth Branagh                 | |
| Narrow Margin – 12 Stunden Angst                     | Narrow Margin                             | 1990 | Actionfilm             | Peter Hyams                     | |
| Nevada Pass                                          | Breakheart Pass                           | 1975 | Actionfilm             | Tom Gries                       | |
| Night Train                                          | Night Train                               | 2009 | Mystery-Thriller       | Brian King                      | |
| Night Train to Venice                                | Night Train to Venice                     | 1996 | Thriller               | Carlo U. Quinterio              | |
| Die Olsenbande stellt die Weichen                    | Olsen-banden på sporet                    | 1975 | Kriminalkomödie        | Erik Balling                    | Abtrennung und Entführung eines einzelnen Tresorwagons. |
| Operation: Broken Arrow                              | Broken Arrow                              | 1996 | Actionfilm             | John Woo                        | |
| Panik im Tokio-Express                               | Shinkansen Daibakuha                      | 1975 | Katastrophenfilm       | Jun’ya Satō                     | |
| Der Polarexpress                                     | The Polar Express                         | 2004 | Kinderfilm             | Robert Zemeckis                 | Ein Kind fährt in einem Reisezug zum Nordpol. |
| Das Rad / Rollende Räder – Rasendes Blut             | La Roue                                   | 1923 | Drama                  | Abel Gance                      | |
| Rheingold                                            |                                           | 1977 | Drama                  | Niklaus Schilling               | |
| RR                                                   | RR                                        | 2007 | Reisefilm              | James Benning                   | |
| Runaway Train                                        | Runaway Train                             | 1985 | Thriller               | Andrej Konchalovsky             | |
| Salonwagen E 417                                     |                                           | 1939 | Fantasyfilm            | Paul Verhoeven                  | |
| Schienenschlacht                                     | La bataille du rail                       | 1946 | Kriegsfilm             | René Clément                    | |
| Shanghai-Express                                     | Shanghai Express                          | 1932 | Abenteuerfilm          | Josef von Sternberg             | |
| Sherlock Holmes: Spiel im Schatten                   | Sherlock Holmes: A Game of Shadows        | 2011 | Abenteuer-Krimi        | Guy Ritchie                     | |
| Sin nombre                                           | Sin nombre                                | 2009 | Independentfilm        | Cary Jôji Fukunaga              | |
| Snowpiercer                                          | Snowpiercer                               | 2013 | Science-Fiction-Action | Bong Joon-ho                    | |
| Spiel mir das Lied vom Tod                           | C’era una volta il West                   | 1968 | Italowestern           | Sergio Leone                    | Bau einer transkontinentalen Eisenbahn in Nordamerika |
| Station Agent                                        | The Station Agent                         | 2009 | Komödie/Drama          | Tom McCarthy                    | |
| Stoppt die Todesfahrt der U-Bahn 123                 | The Taking of Pelham One Two Three        | 1974 | Thriller               | Joseph Sargent                  | |
| Das Superhirn                                        | Le Cerveau                                | 1969 | Komödie                | Gérard Oury                     | Überfall auf einen Eisenbahnzug |
| Le Train – Nur ein Hauch von Glück                   | Le Train                                  | 1973 | Literaturverfilmung    | Pierre Granier-Deferre          | |
| Train to Busan                                       | Busan-haeng                               | 2016 | Zombiefilm             | Yeon Sang-ho                    | |
| Trans-Amerika-Express                                | Silver Streak                             | 1976 | Thriller/Komödie       | Arthur Hiller                   | Nach Mord und Aufdeckung rast der führerlose Zug in einen Kopfbahnhof.                                                                                      |
| Transsiberian                                        | Transsiberian                             | 2008 | Thriller               | Brad Anderson                   | |
| Treffpunkt Todesbrücke                               | The Cassandra Crossing                    | 1976 | Thriller               | George Pan Cosmatos             | |
| Um Haaresbreite                                      | The Narrow Margin                         | 1952 | Thriller               | Richard Fleischer               | |
| Union Pacific                                        | Union Pacific                             | 1939 | Western                | Cecil B. DeMille                | Bau der ersten transkontinentalen Eisenbahn |
| Unstoppable – Außer Kontrolle                        | Unstoppable                               | 2010 | Thriller               | Tony Scott                      | Ein führerloser Zug muss gestoppt werden. |
| Verschwörung im Berlin-Express                       | Skenbart – en film om tåg                 | 2003 | Thriller-Komödie       | Peter Dalle                     | |
| Wallers letzter Gang                                 |                                           | 1988 | Drama                  | Christian Wagner                | |
| Wer mich liebt, nimmt den Zug                        | Ceux qui m'aiment prendront le train      | 1988 | Drama                  | Patrice Chéreau                 | |
| Der Zug                                              | The Train                                 | 1964 | Kriegsfilm             | John Frankenheimer              | |
| Der Zug                                              | Lenin: The Train                          | 1988 | Fernsehfilm            | Damiano Damiani                 | |
| Zug des Lebens                                       | Train de vie                              | 1998 | Tragikomödie           | Radu Mihăileanu                 | |
| Ein Zug für zwei Halunken                            | Emperor of the North                      | 1973 | Actionfilm             | Robert Aldrich                  | Wettstreit zwischen Zugbegleiter und Tramp um dessen illegale Mitfahrt.                                                                                     |
| Zugfahrt ins Jenseits                                | Atomic Train                              | 1999 | Fernsehfilm            | David Jackson, Dick Lowry       | |
| Zugvögel … Einmal nach Inari                         |                                           | 1996 | Komödie                | Peter Lichtefeld                | |
| Das zweite Leben des Monsieur Manesquier             | L'Homme du train                          | 2002 | Komödie/Drama          | Patrice Leconte                 | |
| Zwölf Uhr mittags                                    | High Noon                                 | 1952 | Western                | Fred Zinnemann                  | Der Hauptgegner kommt 12 Uhr mittags mit dem Zug an. |
| Der Todeszug                                         |                                           | 1999 | Action-Thriller        | Jörg Lühdorff                   | Castor-Transport |
| Speed Train – Todesfahrt in die Hölle                | Hijack                                    | 1998 | Action                 | Worth Keeter                    | Geiselnahme im Zug |
| Steel Train                                          | Evasive Action                            | 1998 | Action                 | Jerry P. Jacobs                 | Gefangenentransport per Zug |
| Die Explosion – U-Bahn-Ticket in den Tod             |                                           | 2002 | Action                 | Marc Hertel                     | Bombenexplosion in einem Tunnel der Kölner Stadtbahn unter dem Rhein                                                                                        |
| Die Weiche steht auf Tod                             | Disaster on the Coastliner                | 1979 | Action                 | Richard C. Sarafian             | |